# Catalonia Today
Catalonia Today è una rivista mensile in lingua inglese con argomento principale notizie riguardanti la Catalogna. Fin dai suoi albori è stato collegato al quotidiano El Punt Avui, con il quale condivide alcuni contenuti.

## Storia
L'origine della rivista risale al 2004, da un progetto del politico Carles Puigdemont e del corrispondente da Barcellona del The Times, Stephen Burgen. Nel 2010 circolavano circa 15000 copie della rivista, che aveva 4500 abbonati.
Lo scopo del progetto era la creazione di un giornale che trattasse esclusivamente della Catalogna ma in lingua inglese, per essere mirato a turisti, residenti stranieri nella regione, o catalani che volessero migliorare le loro conoscenze della lingua. Tra i suoi collaboratori figurano Matthew Tree, Martin Kirby, Xevi Virgo, Joan Ventura e Emma Ansola.
Nel 2010 la rivista ha vinto il Premio alla memoria Francesc Macià, assegnatole dalla Fondazione Josep Irla per la sua difesa della cultura e della nazione catalana.
L'attuale caporedattore del giornale è Marcela Topor, moglie del fondatore Carles Puigdemont.